# Coupe COSAFA 2000
Navigation
Édition précédente Édition suivante
La Coupe COSAFA 2000 est la quatrième édition de cette compétition organisée par la COSAFA. Elle est remportée par le Zimbabwe.

## Tour de qualification
L'Angola, la Namibie, le Swaziland et le Lesotho sont dispensés de ce tour.
Les vainqueurs se qualifient pour la phase finale. 
| Zimbabwe | 2 - 1 | Lesotho |

| Zambie | 3 - 0 | Botswana |

| Malawi | 2 - 1 | Mozambique |

| Afrique du Sud | 3 - 0 | Maurice |

## Phase finale
|  | Quarts de finale          | Quarts de finale     | Quarts de finale                 | Quarts de finale     |                |                | Demi-finales             | Demi-finales             | Demi-finales             | Demi-finales             |  |  | Finale                                    | Finale                                    | Finale                                    | Finale                                    |
|  |                           |                      |                                  |                      |                |                |                          |                          |                          |                          |  |  |                                           |                                           |                                           |                                           |
|  | 14 mai 2000 à Harare      | 14 mai 2000 à Harare | 14 mai 2000 à Harare             | 14 mai 2000 à Harare |                |                | 23 juillet 2000 à Maseru | 23 juillet 2000 à Maseru | 23 juillet 2000 à Maseru | 23 juillet 2000 à Maseru |  |  | 13 et 27 août 2000 à Maseru puis Bulawayo | 13 et 27 août 2000 à Maseru puis Bulawayo | 13 et 27 août 2000 à Maseru puis Bulawayo | 13 et 27 août 2000 à Maseru puis Bulawayo |
|  | 14 mai 2000 à Harare      | 14 mai 2000 à Harare | 14 mai 2000 à Harare             | 14 mai 2000 à Harare |                |                | 23 juillet 2000 à Maseru | 23 juillet 2000 à Maseru | 23 juillet 2000 à Maseru | 23 juillet 2000 à Maseru |  |  | 13 et 27 août 2000 à Maseru puis Bulawayo | 13 et 27 août 2000 à Maseru puis Bulawayo | 13 et 27 août 2000 à Maseru puis Bulawayo | 13 et 27 août 2000 à Maseru puis Bulawayo |
|  | Zimbabwe                  | Zimbabwe             | 3                                | 3                    |                |                | 23 juillet 2000 à Maseru | 23 juillet 2000 à Maseru | 23 juillet 2000 à Maseru | 23 juillet 2000 à Maseru |  |  | 13 et 27 août 2000 à Maseru puis Bulawayo | 13 et 27 août 2000 à Maseru puis Bulawayo | 13 et 27 août 2000 à Maseru puis Bulawayo | 13 et 27 août 2000 à Maseru puis Bulawayo |
|  | Zimbabwe                  | Zimbabwe             | 3                                | 3                    |                |                | 23 juillet 2000 à Maseru | 23 juillet 2000 à Maseru | 23 juillet 2000 à Maseru | 23 juillet 2000 à Maseru |  |  | 13 et 27 août 2000 à Maseru puis Bulawayo | 13 et 27 août 2000 à Maseru puis Bulawayo | 13 et 27 août 2000 à Maseru puis Bulawayo | 13 et 27 août 2000 à Maseru puis Bulawayo |
|  | Namibie                   | Namibie              | 2                                | 2                    |                |                | 23 juillet 2000 à Maseru | 23 juillet 2000 à Maseru | 23 juillet 2000 à Maseru | 23 juillet 2000 à Maseru |  |  | 13 et 27 août 2000 à Maseru puis Bulawayo | 13 et 27 août 2000 à Maseru puis Bulawayo | 13 et 27 août 2000 à Maseru puis Bulawayo | 13 et 27 août 2000 à Maseru puis Bulawayo |
|  | Namibie                   | Namibie              | 2                                | 2                    | Lesotho        | Lesotho        | 2                        | 2                        |                          |                          |  |  | 13 et 27 août 2000 à Maseru puis Bulawayo | 13 et 27 août 2000 à Maseru puis Bulawayo | 13 et 27 août 2000 à Maseru puis Bulawayo | 13 et 27 août 2000 à Maseru puis Bulawayo |
|  | 20 mai 2000 à Blantyre    |                      |                                  |                      | Lesotho        | Lesotho        | 2                        | 2                        |                          |                          |  |  | 13 et 27 août 2000 à Maseru puis Bulawayo | 13 et 27 août 2000 à Maseru puis Bulawayo | 13 et 27 août 2000 à Maseru puis Bulawayo | 13 et 27 août 2000 à Maseru puis Bulawayo |
|  |                           |                      | Angola                           | Angola               | 1              | 1              |                          |                          |                          |                          |  |  | 13 et 27 août 2000 à Maseru puis Bulawayo | 13 et 27 août 2000 à Maseru puis Bulawayo | 13 et 27 août 2000 à Maseru puis Bulawayo | 13 et 27 août 2000 à Maseru puis Bulawayo |
|  | Malawi                    | Malawi               | Angola                           | Angola               | 1              | 1              | 0                        | 4                        |                          |                          |  |  | 13 et 27 août 2000 à Maseru puis Bulawayo | 13 et 27 août 2000 à Maseru puis Bulawayo | 13 et 27 août 2000 à Maseru puis Bulawayo | 13 et 27 août 2000 à Maseru puis Bulawayo |
|  | Malawi                    | Malawi               | 29 juillet 2000 à Port Elizabeth |                      |                |                | 0                        | 4                        |                          |                          |  |  | 13 et 27 août 2000 à Maseru puis Bulawayo | 13 et 27 août 2000 à Maseru puis Bulawayo | 13 et 27 août 2000 à Maseru puis Bulawayo | 13 et 27 août 2000 à Maseru puis Bulawayo |
|  | Angola                    | Angola               | 0                                | 5                    |                |                |                          |                          |                          |                          |  |  | 13 et 27 août 2000 à Maseru puis Bulawayo | 13 et 27 août 2000 à Maseru puis Bulawayo | 13 et 27 août 2000 à Maseru puis Bulawayo | 13 et 27 août 2000 à Maseru puis Bulawayo |
|  | Angola                    | Angola               | 0                                | 5                    | Lesotho        | Lesotho        | 0                        | 0                        |                          |                          |  |  |                                           |                                           |                                           |                                           |
|  | 11 juin 2000 à Maseru     |                      |                                  |                      | Lesotho        | Lesotho        | 0                        | 0                        |                          |                          |  |  |                                           |                                           |                                           |                                           |
|  |                           |                      | Zimbabwe                         | Zimbabwe             | 3              | 3              |                          |                          |                          |                          |  |  |                                           |                                           |                                           |                                           |
|  | Lesotho                   | Lesotho              | Zimbabwe                         | Zimbabwe             | 3              | 3              | 0                        | 3                        |                          |                          |  |  |                                           |                                           |                                           |                                           |
|  | Lesotho                   | Lesotho              |                                  |                      |                |                |                          |                          |                          |                          |  |  |                                           |                                           |                                           |                                           |
|  | Zambie                    | Zambie               | 0                                | 1                    |                |                |                          |                          |                          |                          |  |  |                                           |                                           |                                           |                                           |
|  | Zambie                    | Zambie               | 0                                | 1                    | Afrique du Sud | Afrique du Sud | 0                        | 0                        |                          |                          |  |  |                                           |                                           |                                           |                                           |
|  | 18 juillet 2000 à Witbank |                      |                                  |                      | Afrique du Sud | Afrique du Sud | 0                        | 0                        |                          |                          |  |  |                                           |                                           |                                           |                                           |
|  |                           |                      | Zimbabwe                         | Zimbabwe             | 1              | 1              |                          |                          |                          |                          |  |  |                                           |                                           |                                           |                                           |
|  | Afrique du Sud            | Afrique du Sud       | Zimbabwe                         | Zimbabwe             | 1              | 1              | 2                        | 2                        |                          |                          |  |  |                                           |                                           |                                           |                                           |
|  | Afrique du Sud            | Afrique du Sud       |                                  |                      |                |                |                          | 2                        |                          |                          |  |  |                                           |                                           |                                           |                                           |
|  | Swaziland                 | Swaziland            | 0                                | 0                    |                |                |                          |                          |                          |                          |  |  |                                           |                                           |                                           |                                           |
|  | Swaziland                 | Swaziland            | 0                                | 0                    |                |                |                          |                          |                          |                          |  |  |                                           |                                           |                                           |                                           |
|  |                           |                      |                                  |                      |                |                |                          |                          |                          |                          |  |  |                                           |                                           |                                           |                                           |

| Vainqueur de la Coupe COSAFA 2000: Zimbabwe Premier titre |